# 草裙舞计划
草裙舞计划（英語：Project Hula）是二战时美国对苏联的一项舰艇转移计划。该计划将使苏联具备足够的海军力量进行对日作战，特别是进攻南库页岛和千岛群岛。

## 背景
1941年4月13日，蘇日中立條約签订。同年6月，苏联因巴巴羅薩行動而卷入二战，同年12月日本对盟军开战。虽然苏日两国分属不同阵营，但双方都没有兴趣针对对方采取军事行动，两国之间一直维持着相对中立的关系。当时斯大林的立场是，苏联只有在德国战败后才可能加入对日作战。
1944年10月，在与时任美国驻苏大使威廉·埃夫里尔·哈里曼会面时，斯大林终于同意加入对日作战，同时也表示要等到德国投降3个月后。由于苏联此前承受力大量的损失，斯大林要求盟军对东亚和太平洋方向的苏军提供援助。苏联向美国列出一份所需要的设备清单（美方代号MILEPOST），美国依照此开始对苏联提供援助。
兩個月後的12月20日，苏联海军总参谋长Alafusov海军上将和美国驻莫斯科军事使团副指挥官Olsen海军少将达成一致意见，将MILEPOST清单中列出十几种舰艇和飞机移交给苏联。舰艇种类包括各类护卫舰、登陆艇和扫雷舰。Olsen还建议同时进行对苏联海军舰员训练。

## 前期准备

### 地点选择
1945年1月上旬，苏联海军总司令库兹涅佐夫建议在阿拉斯加的阿留申群岛上建立舰艇转移和人员培训基地，这些地方仅有极少数的平民居住。这些地点可以避免引起日方的警觉，以保证行动的保密性。他建议使用烏納拉斯卡島上的荷蘭港，苏联海军和商船队经常经过此处，因而对这片水域较为熟悉。
1945年1月18日，美国海军作战部长恩斯特·金恩联系了北太平洋舰队司令法蘭克·傑克·弗萊徹，告知其计划，美国在1945年4月至12月期间向苏联转移大约250艘舰艇，并且将有2,500名人员同时呆在转移基地。恩斯特·金恩还询问荷蘭港是否合适，法蘭克·傑克·弗萊徹回复表示荷兰港没有足够的住房和训练空间，港口太小无法容纳预计数量的舰艇，并且港外风浪汹涌，无法进行安全训练。弗萊徹推荐了阿拉斯加半島上的冷湾，该地有受到保护的港口和海岸设施，同时完全没有平民居住。科迪亚克和荷蘭港分别被列为第二和第三候选地点。恩斯特·金恩通知美国驻莫斯科军事使团将选择冷湾。
1945年2月8日，恩斯特·金恩与库兹涅佐夫在雅尔塔会议上会面。库兹涅佐夫表示苏联的第一选项是荷兰港，第二选项是科迪亚克。恩斯特·金恩告知其美国选择了冷湾，库兹涅佐夫之前对冷湾并不熟悉，但在地图上看到冷湾的位置后即刻同意了。

## 筹划

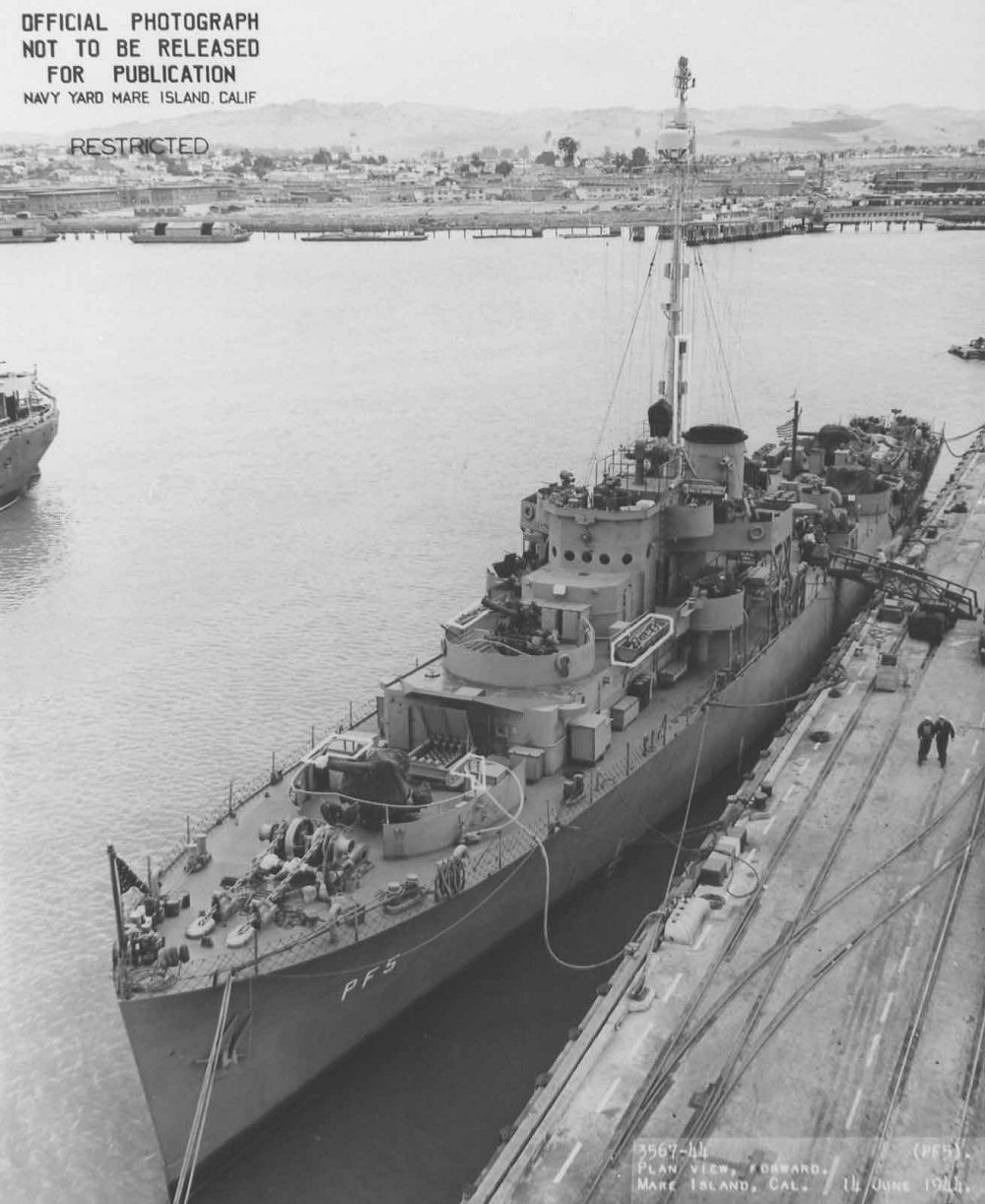
塔科马级巡防舰，草裙舞计划中转移的最大、最贵、火力最强的战舰

1945年2月中旬，恩斯特·金恩正式确立了“草裙舞计划”，并命令法蘭克·傑克·弗萊徹开始修复1944年11月关闭的冷湾兰德尔堡陆军机场。
一个需要解决的问题是如何将苏联海军人员运抵冷湾。经过商讨，最终决定魚雷快艇和浮筒驳船将直接从美国西海岸运到苏联远东地区，以减少冷湾所需的人员。苏联则用自己的商船将人员运送到冷湾，这些商船当时在定期航行，将租借物资从美国西海岸运送到苏联远东，每艘船每次可载约600人。
草裙舞计划最终确定美国将向苏联转移：
- 30艘塔科马级巡防舰（英语：Tacoma-class frigate），美国海军船舶分类符号PF（patrol frigate），苏联海军用EK指代（俄语：Сторожевой Корабль）
- 24艘卓越级扫雷舰（英语：Admirable-class minesweeper），美国海军船舶分类符号AM，苏联海军用T指代（俄语：Тральщик）
- 36艘辅助机动扫雷艇（英语：Auxiliary motor minesweepers），美国海军船舶分类符号YMS，苏联海军用T指代（俄语：Тральщик）
- 30艘大型步兵登陆艇，美国海军船舶分类符号LCI(L)，苏联海军用DS指代（俄语：Десантные суда）
- 56艘獵潛艦，美国海军船舶分类符号SC，苏联海军用BO指代（俄语：болшиые окхотники за подводними лодками）
- 4个浮动车间，美国海军船舶分类符号YR

到1945年11月1日，还将为苏联海军训练15,000名舰员。这些舰艇将在美国海军的护航下从冷湾启航，在阿图岛西北交予苏联海军护航。护航船队和转移舰艇将接着从科曼多尔群岛以北驶向堪察加彼得罗巴甫洛夫斯克。到达堪察加彼得罗巴甫洛夫斯克后，这些舰艇再分散到指定的母港。

## 计划经过

### 计划开始
[[File:Soviet US signalmen.jpg|thumb|{{center|在冷湾的信号员训练，左方为苏联海军人员。]]

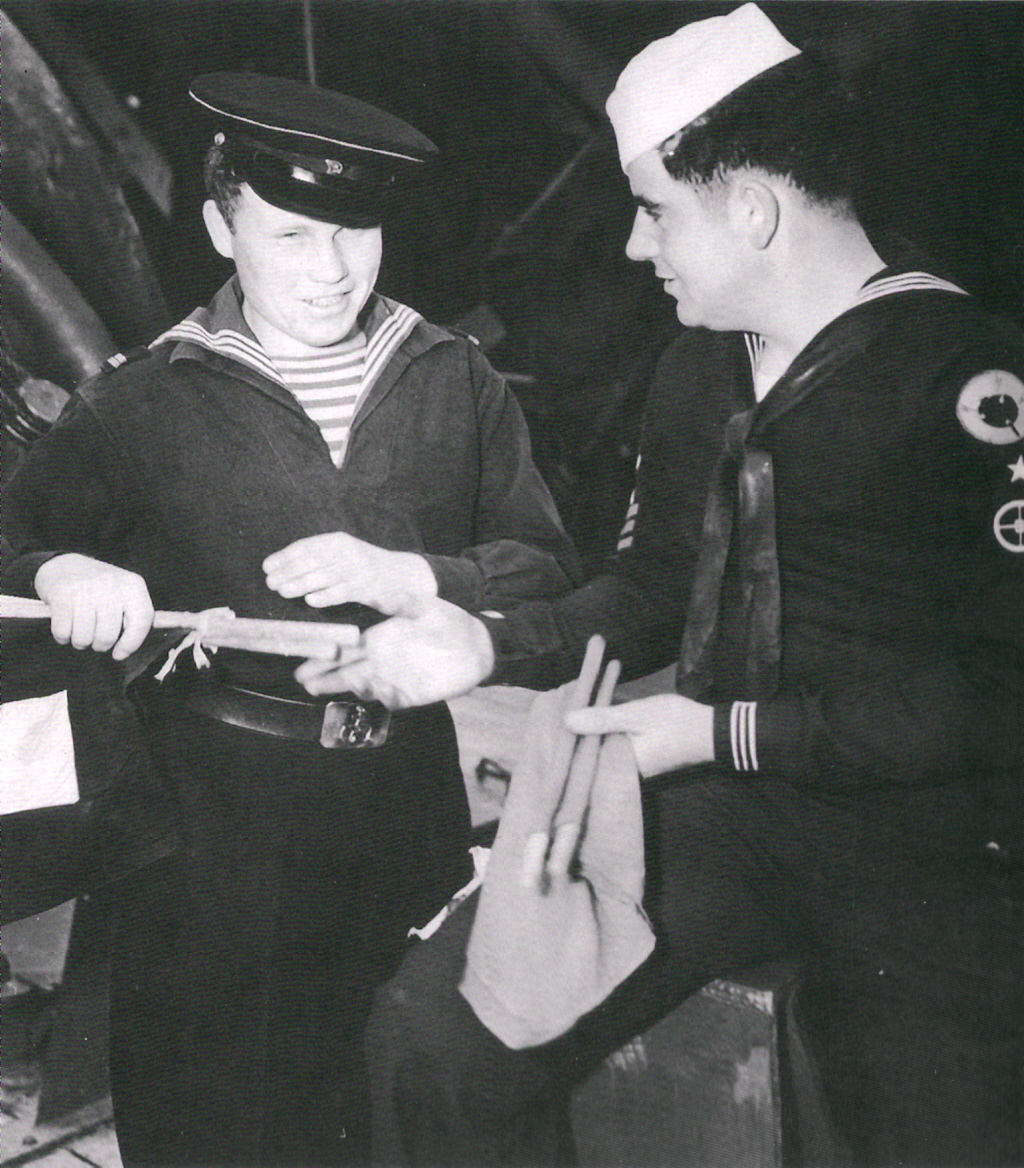
center|在冷湾的信号员训练，左方为苏联海军人员。

美国海军专门为草裙舞计划创建了第3294号海军支队，专门负责冷湾的所有培训和转移活动。1945年3月7日，William S. Maxwell被指派为指挥官。Maxwell建议增加冷湾的俄语翻译人员，并要求转移舰艇在转移到冷湾前已安装完所需设备，并确保上面没有未授权设备。
Maxwell于1945年3月19日抵达冷湾，并于次日开始领导指挥冷湾基地。当时有694名美国海军和美国海岸警卫队人员、47名美国海军陆战队员和一支605人规模的美国陆军特遣队。之后陆军人员逐步被海军人员替换，基地人数稳定在1500人左右。Maxwell开始进行一些的基地准备工作：建立住房、教室、电影放映室、一座广播电台和一个垒球场；为无线电、雷达、工程兵、炮术、扫雷、损管、登陆艇操作等各类培训课程选择教员；采购各类培训设备和教程影片。
首批抵达冷湾的苏联人来自苏联采购委员会，他们于1945年3月23日到达基地。Maxwell认为苏联人在海上训练前需要先进行大量的课堂培训，然而苏联军官不同意，更希望加强海上训练。双方最终达成妥协。
1945年4月10日至14日，第一批苏联学员乘坐5艘苏联商船抵达冷湾，每艘商船上载有近500名苏联学员。苏联海军少将Boris Dimitrievich Popov于11日抵达，负责指挥冷湾的苏联人员。

### 计划进行
1945年4月16日，首批220名苏联军官和1,895名士兵于开始在冷湾接受训练。初期的挑战来自苏联人完全不熟悉雷达、声纳和舰船的推进装置，此外还缺乏俄语培训手册。苏联方面通过制作俄语手册来解决这个问题。此外抵达冷湾的不少舰艇并未完全依靠原计划安装适配的设备，导致每天都有大量的舰船设备被空运到冷湾机场，技术人员进而对舰艇设备进行现场修改。一些木制船体的舰船在风浪中训练时遭受了损坏，不得不前往200海里外的荷兰港进行大修，包括一艘辅助机动扫雷艇和九艘獵潛艦。这导致獵潛艦的转移推迟了8天。
1945年5月28日，首批三艘扫雷舰和五艘辅助机动扫雷艇启航前往苏联；5月30日，第二批三艘扫雷舰和六艘獵潛艦启航；1945年6月7日，第三批三艘扫雷舰和七艘獵潛艦启航。30艘塔科马级巡防舰是草裙舞计划中转移的最大、最贵、火力最强的战舰。7月15日，首批10艘塔科马级巡防舰启航前往苏联。
冷湾的苏联和美国人员之间在计划进行期间保持着良好的合作。表现最好的苏联学员被保留在冷湾，与美国教官一起训练后来抵达的其他苏联人员。到1945年7月31日，草裙舞计划已将计划中的180艘船只中的100艘转移到苏联。

### 苏联对日宣战
苏联于1945年8月8日向日本宣战。日本于8月15日对同盟国无条件投降。苏联的对日作战实际持续到9月5日。虽然苏联已经公开参战，草裙舞计划仍处于高度机密状态中。苏联参战后，Maxwell和Popov加快了训练和转移进度，以将舰艇尽快移交给苏联。
1945年9月5日，在苏联完成了对千岛群岛的占领数小时后，Maxwell接到命令要求停止转移未配备培训舰员的舰艇。美方和苏方人员在冷湾开始终止计划。1945年9月17日，最后4艘巡防舰前往苏联。9月27日，最后一批苏联舰员乘苏联轮船离开冷湾。冷湾基地于9月30日关闭。

## 后续
在1945年4月16日至1945年9月4日的142天内，美国共培训了约12,000名苏联海军人员，其中包括约750名军官和11,250名士兵。美国向苏联转移了共149艘舰艇，包括了28艘巡防舰（PF）、24艘扫雷舰（AM）、31艘辅助机动扫雷艇（YMS）、30艘大型步兵登陆艇（LCI(L)）、32艘獵潛艦（SC）、4个浮动车间（YR）。8月18日，有5艘大型步兵登陆艇在苏联登陆占守岛的行动中被日军海岸炮击毁。
根据协议，所以转移的舰艇在二战后都应该交还给美国。1946年2月，美国开始与苏联谈判，要求归还被转移的舰艇。然后随着冷战的开始，舰艇的归还进程遭遇了阻碍。1948年，苏联最终同意归还巡防舰，并于1949年10月和11月归还了27艘巡防舰，仅剩的一艘巡防舰因为在堪察加彼得罗巴甫洛夫斯克附近遭遇风暴搁浅几近沉没，因而无法归还。 25艘大型步兵登陆艇（除去被日军击毁的5艘）的归还搁置的更久，最终于1955年归还了15艘。到1957年，美國海軍情報局报告说草裙舞计划的149艘舰艇，只剩18艘仍在苏方，包括9艘扫雷舰（AM）、5艘獵潛艦（SC）和4个浮动车间（YR）。
讽刺的是，美国海军实际上并不想接收这些归还的舰艇，因为它们已经过时，且保管和处置费用很高。结果，一些舰艇只是在名义上被转移到美国，然后在苏联被卖为废品，或是在美国海军当局的观察下在苏联水域击毁。苏联曾向中国人民解放军海军转移了两艘辅助机动扫雷艇（YMS）。1955年后仍在苏联手中的97艘草裙舞舰艇，大多以变卖卖品或直接击毁的方式处理。